# Inger Thorngren
Inger Marianne Thorngren, senare Höglund, född 7 juli 1943 i Uppsala, är en svensk simmare. Hon tävlade för Uppsala simsällskap,
Thorngren tävlade i två grenar för Sverige vid olympiska sommarspelen 1960 i Rom. Hon slutade på 13:e plats på 100 meter frisim och var en del av Sveriges lag som slutade på 6:e plats på 4x100 meter frisim.
Thorngren tog SM-silver 1960 och 1961 på 100 meter frisim (långbana). På 200 meter frisim (kortbana) tog hon guld 1962. Thorngren tog även fem SM-guld i livräddning: 1959, 1960, 1961, 1963 och 1964.
1961 tilldelades hon Stora grabbars och tjejers märke. 1961 och 1963 vann Thorngren även Vansbrosimningen.